# ファイヤープロレスリングの登場レスラー
ファイヤープロレスリングの登場レスラー（ファイヤープロレスリングのとうじょうレスラー）では、プロレスゲーム『ファイヤープロレスリング』シリーズに登場する架空のレスラー・団体・人物について記載する。
なお、団体・人物名の後ろの括弧内は、モデルとなっている実在団体・人物を表記している。また、人物名の下部に表記された名前は、過去の作品において使用された名前。モデル名のみはエディット用パーツとして用意されているものの、攻略本など他媒体で名前が明らかにされなかった選手である。

## 連盟
- HWA（Human Wrestling Alliance （NW A)ヒューマン レスリング アライアンス）は、世界規模のプロレス連盟であり、各団体はそれぞれ独自の興行を展開しつつ参加していた[1]。
  - 1989年、『ファイヤープロレスリング コンビネーションタッグ』より始まる。当初は選手個人のみの参加。
  - 1994年、『スーパーファイヤープロレスリングSPECIAL』より団体での加盟となる。
  - 1999年、『ファイヤープロレスリングG』を最後に母体のHUMANが解散。連盟も自然消滅となったと思われる。
- SWA（Spike Wrestling Association スパイク レスリング アソシエーション）
  - 2001年、『ファイヤープロレスリングD』より始まる。SPIKEが、HWAを受け継ぐ形で発足された連合団体である。
  - 権利上の理由から、アメリカ団体WFW選手は、登録が見送られている。

女子レスラーは選手を一まとめで「女子プロレス」となる。
どの団体にも属していないフリーは上記の連盟所属の「フリーランス」、自他共に認めるトップレスラーは伝説のレスラーとして殿堂入り、「LEGEND」となる。プロレスラーではない格闘家や「ブレイジング トルネード」に登場したHWF所属選手は連盟に属していない。
尚、『ファイヤープロレスリングS シックスメン・スクランブル』と『ファイヤープロレスリングG』にはもう一つのHWAが存在が示唆されている。リングに描かれているロゴを囲うアルファベットが「Human Wrestling Association ヒューマン レスリング アソシエーション」となっている。
2017年、『ファイヤープロレスリングワールド』では、権利上の理由から、連盟並びにこれまでのレスラーは一切出場していない。

## 現在の所属団体・レスラー

### VIEW JAPAN（新日本プロレス）
1972年に「東洋プロレス」を解雇されたビクトリー武蔵が設立した老舗団体「新世界プロレス」。略称は「VIP」。
| 名前                                                   | モデル                      | 名前 | モデル                                               |
| ------------------------------------------------------ | --------------------------- | --- | ---------------------------------------------------- |
| ビクトリー武蔵 キラー武蔵 ヤマダ カンスケ グレート花形 | アントニオ猪木              | イナズマ拳悟 イナズマ謙吾 稲妻拳悟 | 木村健悟                                             |
| 中内慶司 ストロング信濃                                | 坂口征二                    | 水戸勇 水戸治 三田勇 | 木戸修                                               |
| ファイター大和                                         | 藤波辰爾                    | 山本和輝 | 山崎一夫                                             |
| 若元一徹 若元二徹（レフェリー） 一徹（レフェリー）     | 山本小鉄                    | シャウト溝口 | アニマル浜口                                         |
| 蔵野金太郎                                             | 星野勘太郎                  | ゾンビ・マサ | マサ斎藤                                             |
| 五十嵐利明                                             | 小林邦昭                    | マスク・ド・パンサー 真マスク・ド・パンサー | 初代タイガーマスク                                   |
| バイオレンス河野 洸野将洋 河野将洋                     | 蝶野正洋                    | グレートパンサー | スーパー・タイガー                                   |
| 高橋衛 ミフネ                                          | 中西学 クロサワ             | D・Sマシン FFマシーン F・F・マシン マスクド・タイフーン | スーパーストロングマシン                             |
| 稲塚貴幸 杵塚貴幸                                      | 飯塚高史                    | 宏田純一 | 平田淳嗣                                             |
| 秦江真                                                 | 吉江豊                      | 中山俊吾 | 中邑真輔                                             |
| 草村徹 梯村徹                                          | 西村修                      | 名良橋正士 | 棚橋弘至                                             |
| トシ護東 トシ後藤                                      | 後藤達俊                    | ブルー・ジャッカル | ブルー・ウルフ                                       |
| 阪田祐次郎                                             | 永田裕志                    | レイジング・ヒロ | ヒロ斎藤                                             |
| 佐渡優                                                 | 矢野通                      | 野原道憲 | 小原道由                                             |
| 朱井勝也                                               | 長井満也                    | 超帝スーパーカイザー スーパー・カイザー 超神スーパーカイザー 兇皇レッドカイザー レッドカイザー 超帝ファイヤーカイザー 超帝カイザー コマンド・カイザー スーパー・サイバー 兇皇ハイパー・カイザー マスクド・ヘル | 獣神サンダー・ライガー バトル・ライガー 獣神ライガー |
| バッファロー天本                                       | 天山広吉                    | 牧原武彦 | 垣原賢人                                             |
| 鎌本鋭司 武本亮 マスクドパンサーⅢ世                    | 金本浩二 （タイガーマスク） | 渡瀬貴幸 | 成瀬昌由                                             |
| 木下勝                                                 | 井上亘                      | ダイチ 西張大地 | タイチ 石狩太一                                      |
| 魔童 グーリー魔童 グーリーM童                          | 邪道                        | 鬼童 ブルドッグ鬼童 ブルドッグK童 | 外道                                                 |
| 笹浦勝司                                               | 竹村豪氏                    | 梅田竜之介 | 上田馬之助                                           |
| E・カミカゼ ザ・カミカゼ エル・カミカゼ                | エル・サムライ              | 楠田孝和 | 福田雅一                                             |
| 斎藤琢磨                                               | 内藤哲也                    | 後光秀之 | 後藤洋央紀                                           |
| 峰口祐介                                               | 田口隆祐                    | 高石雄三 | 高橋裕二郎                                           |
| マスク・ド・パンサーIV マスク・ド・パンサー4世         | タイガーマスク (4代目)      | 充 谷中充 ジェット） | 田中稔 ヒート                                        |
| HASHIDO                                                | KUSHIDA                     | ナスティJOE ハイパーK Fwoスパイク | スーパーJ                                            |
| ダイナミック・キッド ダイナミック・ビリー              | ダイナマイト・キッド        | パイレーツ1号・2号 | ガスパーズ                                           |
| ブリティッシュ・アステカ                               | ブライアン・ダニエルソン    | ザン・ディバイト | ダン・デバイン                                       |
| ポール・ヘンダーソン                                   | カール・アンダーソン        | レイジング野中 | 保永昇男                                             |
| P・バレット                                            | プリンス・デヴィット        | ジョルジュ・ホーネット | ジョシュ・バーネット                                 |
| パワフルマン                                           | ストロングマン              | フラッシュ・バートン ジュラシック・アトラス | スコット・ノートン                                   |
| カリー・マスク                                         | カレーマン                  | ジャイアント・FFマシン | ジャイアントマシーン                                 |
| ミスター石橋                                           | ミスター高橋                | 不明 | レッドシューズ海野                                   |
| パンサー鳥取                                           | タイガー服部                | |                                                      |
| 軍団名                                                 |                             | |                                                      |
| VIEW正規軍                                             | 本隊                        | ブラックハリケーン | ブラックニュージャパン                               |
| 倒幕軍（昭和倒幕軍）                                   | 維新軍〈昭和維新軍〉        | 三闘士 | 闘魂三銃士                                           |
| ＧＤＵ                                                 | CTU                         | 空 | 無我                                                 |
| 天キジ                                                 | 天コジタッグ                | 河天 | 蝶天タッグ                                           |
| VIEW LEGEND                                            | 引退                        | |                                                      |
| その他                                                 |                             | |                                                      |
| V1 クライマックス                                      | G1 CLIMAX                   | ヤングタイガー | ヤングライオン                                       |

### OLIVE JAPAN （全日本プロレス）
1972年「東洋プロレス」を退団したグレート司馬が設立した老舗団体「太平洋プロレス」。略称は「OJP」。
| 名前                                                     | モデル                   | 名前                                                                       | モデル                        |
| -------------------------------------------------------- | ------------------------ | -------------------------------------------------------------------------- | ----------------------------- |
| グレート司馬                                             | ジャイアント馬場         | トミーボンバー セニョール・キング                                          | ジャンボ鶴田                  |
| 風間利家 風魔利家                                        | 川田利明                 | 俊藤剣 武道剣 兵堂剣                                                       | 武藤敬司                      |
| 伊達弘 伊達弘樹                                          | 馳浩                     | ザ・グレイテスト・武道 ブレード武者 武零闘武者 ザ・ミステリアス・武道 黒龍 | グレート・ムタ                |
| 相馬智明                                                 | 本間朋晃                 | 暗黒坊                                                                     | 黒師無双                      |
| ASUKA 最上飛鳥                                           | AKIRA 野上彰             | 木嶋悟                                                                     | 小島聡                        |
| ヤス・オオハシ 鬼龍 スパイダー鬼龍 牙龍                  | カズ・ハヤシ 獅龍        | 源武志                                                                     | 宮本和志                      |
| BAZU                                                     | TARU                     | 千堂雄司                                                                   | 近藤修司                      |
| "amigo"KACCHI                                            | "brother"YASSHI          | 小淵沢昌紀                                                                 | 渕正信                        |
| 鞍馬慎平                                                 | 諏訪間幸平 諏訪魔        | 熱風クア ナウマクア・モルダン                                              | 太陽ケア マウナケア・モスマン |
| 雷                                                       | 嵐                       | ゴールドアーム矢島                                                         | 輪島大士                      |
| 淡谷伸久                                                 | 荒谷望誉                 | TOZAWA心外                                                                 | NOSAWA論外                    |
| 玉田真也                                                 | 真田聖也                 | NAKADA                                                                     | MAZADA                        |
| 蘇我守                                                   | 征矢学                   | 島豪太                                                                     | 浜亮太                        |
| TONO                                                     | 河野真幸                 | KOUZO 観月慶三                                                             | KENSO 鈴木健想                |
| SAI                                                      | KAI                      | 暁                                                                         | 曙                            |
| スター・バイソン キング・サムソン ビクトリー・ジャンキー | スタン・ハンセン         | ビッグ・ザ・G・ブル ビッグ・ザ・グレート・ブル BGブル デス・モンスター     | ブルーザー・ブロディ          |
| G・O・ブライト ゲイル・O・ブライト G・O＝ブライト        | ゲーリー・オブライト     | ザ・サモアン・ビースト                                                     | ジャマール                    |
| ギガント・ボーガード                                     | ジャイアント・バーナード | B・キャノン                                                                | ブル・ブキャナン              |
| マーク・ロンドン                                         | マイク・ロトンド         | B.O.クラウン                                                               | ディーロ・ブラウン            |
| カンフー・チャン                                         | ジミー・ヤン             | ハリー・テキサンJr.                                                        | ドリー・ファンク・ジュニア    |
| ジャイアント・ウナラ                                     | ジャイアント・キマラ     | ジョン・ピース                                                             | ジョニー・エース              |
| デス・ハザーズA、B                                       | ザ・ヘッドハンターズA、B | 佐賀公平                                                                   | 和田京平                      |
| 軍団名                                                   |                          |                                                                            |                               |
| OLIVE正規軍                                              | 本隊                     | OLIVEフリー軍                                                              | フリー参戦                    |
| 誠鬼軍                                                   | 聖鬼軍                   | BUDO MADNESS                                                               | ブードゥー・マーダーズ        |
| ZETT                                                     | BATT                     | RE&G                                                                       | RO&D                          |
| 超世紀軍                                                 | 超世代軍                 | スパイシーサンダー                                                         | ターメリックストーム          |
| トミー軍団                                               | 鶴田軍                   | OLIVE LEGEND                                                               | 引退                          |

### SUPER NOVA（NOAH）
OLIVEを退団した氷川光秀が設立した団体。略称は「NOVA」。
- 氷川光秀（三沢光晴）

マスク・ド・パンサー2（タイガーマスク（2代目））
- 富樫慶次（小橋建太）
- 野河芳直（小川良成）
- 天涯はるか（永源遙）
- ラスティ木下（マイティ井上）
- ラッシュ桧村（ラッシャー木村）
- 秋沢瞬（秋山準）

秋川瞬、秋草瞬
- 相模朗（田上明）

多神朗、田神郎、山神朗
- 矢野勝馬（佐野巧真）

矢野尚樹
- KUGA（SUWA）

- 内藤秋吉（齋藤彰俊）
- 力士王崇（力皇猛）
- 大島崇（森嶋猛）
- 本間羅魂（本田多聞）
- 滝勝（橋誠）
- ムハマンド・トネ（モハメド・ヨネ）
- 泉谷牛角（泉田純至）
- 木下孝雄（井上雅央）
- 伊賀仁太郎（志賀賢太郎）
- 羽丸敏則（金丸義信）
- 角辻尚道（丸藤正道）
- 明智清志（菊地毅）

明智清
- KAZUYA（KENTA）
- 松浦剛（杉浦貴）
- 益子聡（浅子覚）
- 観月小次郎（鈴木鼓太郎）

- サージェント・スミス（リック・スタイナー）

ビッグ・スタミナ、ビッグ・シュタイナー、ビッグ・スナイダー
- タランチュラ（スコーピオ）
- ブルホーン・ルイス（バイソン・スミス）
- ザ・ジェノサイド（ザ・グラジエーター）

バイス・ゴッサム、ジェノサイダー・アッサム
- ピューマ・ゴーリー（ロウ・キー）

ボウ・リー
- ハンク・フォレスト（マイケル・モデスト）
- カルバン・ジョーダン（ドノバン・モーガン）
- ミッキー・カルディン（リッキー・マルビン）
- 不明（百田光雄）
- ジョー弘（ジョー樋口）
- 汐凪轟 (潮崎豪)
- 滝口隆平 (谷口周平（マイバッハ谷口）)
- 高木淳史 (青木篤志)
- 北林玄米 (平柳玄藩)

### NEO1-MIX（ZERO1-MAX 現:ZERO1）
VIPを退団し設立した、クラッシャー旗本の団体「NEO-ONE」が壊滅後、意志を受け継いだ大刈によって旗揚げ。略称は「NEO1」。
- 大刈真一郎（大谷晋二郎）

大滝進一郎
- 畑中雅彦（田中将斗）
- 鷹龍岩人（高岩竜一）
- 大林剛雄（大森隆男）
- 斉藤真平（佐藤耕平）
- 旗本大空 (橋本大地)
- 大原達也 (菅原拓也)

- 橋澤直弘（星川尚浩）
- 外井道宏（横井宏考）
- 梶田ミツル（藤田ミノル）
- 三鷹竜斗（日高郁人）
- 高木俊人（佐々木義人 (プロレスラー)）
- 不明（テングカイザー）
- 雀龍二 (崔領二)
- SAMURAI (KAMIKAZE)

- ザ・バロン・トレオ（スティーブ・コリノ）

スティール・モレノ
- ジェネラル・ボルドー（ジェラルド・ゴルドー）
- ラインハルト・スタイリー（レオナルド・スパンキー）
- ニーサン・ジョージア（ネイサン・ジョーンズ）
- 久我山大気（村山大値）

### ゆきぐにプロレス（みちのくプロレス）
1993年「ユニバースプロレス」を退団したブレード・ハヤテが、地元・東北をルチャの都にするため設立。略称は「ゆきプロ」。
- 神崎仁水（新崎人生）

神咲仁水、白陽坊（白使）
- ブレード・ハヤテ（ザ・グレート・サスケ）

ザ・ブレード・ハヤテ、ザ・ニンジャ・ハヤテ
- 宮城野三郎（気仙沼二郎）

トネ原人（ヨネ原人）
- キゥイ長内（パイナップル華井）
- 東尾たかし（南野たけし）

- パパイヤ徳間（マンゴー福田）
- GAEA（GAINA）
- 夜叉王（遮那王）
- 穂積一路（野橋真実）
- 斉藤悠（佐藤秀（バラモン・シュウ））
- 斉藤聖（佐藤恵（バラモン・ケイ））
- カジタ"Jr"マサト（フジタ"Jr"ハヤト）

- バット若部（テッド・タナベ）
- ロッキー・ツジ（リッキー・フジ）

トリッキーツジ
- ネブタ（ラッセ）
- 輝虎（景虎）
- 不明（はやて）
- 蹴王 (拳王)
- 鬼剣 (剣舞)

### AZTECA-PIT（DRAGON GATE）
メキシコから逆輸入した「超竜館」から独立した団体。略称は「A-P」
- ワルサーKYOTO（マグナムTOKYO）
- 後月正成（望月成晃）
- 金居善次郎（新井健一郎）
- 星野雅敏（吉野正人）
- 坂木刃斗（鷹木信悟）
- ZYMA（CIMA）
- アステカ・ジュニア（ドラゴン・キッド）
- 内藤京（斎藤了）

メッセンジャー伊藤
- 横浜亨（横須賀享）

後月享
- オスカル・M・堀（アンソニー・W・森）
- B-lizz.（K-ness.）

ブラック・アステカ
- ボーン・ツジイ（ドン・フジイ）

菅生・ダンディ・F2000、
タフネス・ツジ、ディック・ツジ
- 森内電気（堀口元気）

サーファー森内
- 戸地篤志（土井成樹）
- スクリーパー西原（ストーカー市川）
- ウリエル石田（ダニエル三島）
- ミカエル宮間（マイケル岩佐）
- 満田靖志（神田裕之）
- ペペロンチーノ多喜（ベーカリー八木）
- B×Dバイク (B×Bハルク)
- MUSASHI (YAMATO)
- Sファング (サイバー・コング）

### ZIP JAPAN（大日本プロレス）
元OPJのブレード小熊による流血過激ファイトが必至のデスマッチ団体。略称は「ZIP」。「リターンズ」のマッチメイクモードは選手をもてあます事無く使いきり、デスマッチは簡単に好評価を得られやすく初心者向け。
- ブレード小熊（グレート小鹿）
- ゴクドー・タカサキ（ケンドー・ナガサキ）

ケンドー・マスター・ヒロシマ
- 河山龍次（山川竜司）
- 仁藤龍士（伊東竜二）
- モンキー坂井（葛西純）
- "白悪魔"深沢餓鬼（"黒天使"沼澤邪鬼）

- ダークネスXXX（シャドウWX）
- TEN'Sメイオー（MEN'Sテイオー）

ケリーボーイ（テリーボーイ）
- 榎本大作（関本大介）
- アブドル五十嵐（アブドーラ小林）
- 若林修司 (岡林裕二)

- バンディッド（ザンディグ）
- パイプ・イーター（ワイフビーター）
- マーダラー・ロンド（マッドマン・ポンド）
- 4・ラブ・ドーリー（2・タフ・トニー）
- 路日台（李日韓）
- 坂本良光 (宮本裕向)

### BBTプロレス（DDT）
榊四五朗が、従来とは違うエンタメプロレスを確立するため旗揚げ。ドラマチックなストーリーがウリ。略称は「BBT」。マッチメイクモードはZIPと同じく初心者向け。
- 榊四五朗（高木三四郎）
- YAGAMI（MIKAMI）
- 旗本智仁（橋本友彦）
- ハイパー地球パワー（スーパー宇宙パワー）

ハイパーコスモフォース
- バイパー原田SHELLY（ポイズン澤田JULIE）

バイパー原田JEWELRY、バイパー原田（ポイズン澤田）
- RIDER!（HERO!）

ブラックRIDER!（ダークサイドHERO!）
- 偽宮昭二（一宮章一）
- 琴旗誠也（諸橋晴也）
- シスボーベー古賀（タノムサク鳥羽）
- 2丁目ビーノ（男色ディーノ）
- SUDO（KUDO）
- マッシブ中井（マッスル坂井）
- スキマカゼ力丸（泉州力）
- 原太司（三和太）
- 牧本大紀（柿本大地）
- 獅子虎龍介（猪熊裕介）

- トシヒト（ヨシヒコ）
- 山伏颯太 (飯伏幸太)

伊吹光也
- 政野シンディー美久（浅野グレース恵）
- ペドロ本間 (アントーニオ本多)
- URASHIMA (HARASHIMA)
- 岸川正司 (石川修司)
- 高木大作 (佐々木大輔)
- トニー・シグマ (ケニー・オメガ)

### 関西プロレス（大阪プロレス）
ゆきぐにを退団したS・オルカが地元・関西で旗揚げした団体。略称は「関西」。
- S・オルカ（スペル・デルフィン）

スペース・ドルフィン、サイバードルフィン、ザ・ドルフィン
ディストラクション・ドルフィン、S・ドルフィン
- スーパー・グランパス（スーパー・ドルフィン）
- ダーク・オックス（ブラックバファロー）

- パンサーズ・マスク（タイガースマスク（丸山敦））
- ウイング（ツバサ）
- "ラストボス"DA-R-MA（“ビッグボス”MA-G-MA）
- ジミーヘン・キッド（ビリーケン・キッド）
- 魔王WALTZ（大王QUALLT）

- おいしんぼ仮面（くいしんぼう仮面）
- 神楽坂真人（薬師寺正人）
- ピューマ (空牙)
- ザ・マムシ (怪人・ハブ男)

### S-DOJO（KAIENTAI-DOJO）
WFWで活躍したWAKAゆきぐにがプエルトリコで「S-DOJO」を設立した後に日本上陸。略称は「S-D」。
- WAKAゆきぐに（TAKAみちのく）
- 越後きょう太（筑前りょう太）

- 真白剣斗（真霜拳號）
- Sa104（Hi69）

- お松（お船）
- SICK（PSYCHO）

### リキマルプロ（リキプロ）
GJ倒産後に選手会で立ち上げた団体。
- ハリケーン力丸（長州力）

キム・リキ、エンペラー健
- 会津義幸（谷津嘉章）

松義幸
- 伏見智彦（石井智宏）

### ハイクラス（パンクラス）
梶原組を離脱した桧垣誠らで設立された団体。
- 桧垣誠（船木誠勝）

ナック・将勝、飛垣誠、檜垣誠
- 観月みつる（鈴木みのる）

乱取みのる
- 菊間要（菊田早苗）

- 千堂勇気（近藤有己）

進藤昌明
- 高石俊樹（高橋義生）

坂橋敏樹
- 八薙護（山田学）

矢薙護
- 草壁信吾（謙吾）
- 斎藤晃流 (佐藤光留)

## FREELANCE
各団体を渡り歩くフリーランスの集まり。
- 湊陽光（宮戸優光）
- サンダー龍（天龍源一郎）

ミスター横綱
- クラッシャー旗本（橋本真也）

クラッシャー新也、旗本真也
- バーサーク野川（小川直也）

野川裕也
- ランマル（ハヤブサ）

アラシ、エイジ、ハイチ（エイチ）、
ヤミマル（ダークサイドハヤブサ）
- 甲山良宏（高山善廣）
- サムライ・ジロー（越中詩郎）
- 安藤障二（安生洋二）
- 引田大作（池田大輔）
- 益田高男（安田忠夫）

蓮田高男
- 榊原竜二（柳澤龍志）
- ハンター五条（ターザン後藤）
- マスター・トーゴー（ミスター・ポーゴ）
- ヘラクレス大月（アレクサンダー大塚）
- デンジャー松原（松永光弘）
- Mr.芦屋（ミスター雁之助）
- グラン・マリポーサ（グラン浜田）
- BENJIRO（GENTARO）
- 怒乱・音羽（愚乱・浪花）

武乱・浪速
- 倉中武博（村浜武洋）
- 小野崎隆（小野武志）

- ストーム慶介（佐々木健介）

キラー・ブラスター（パワー・ウォーリアー）、
ストーム大介、ストーム剣介
- 高嶋達彦（中嶋勝彦）
- 南斗光（北斗晶）

レイナ吹雪（レイナ・フブキ）
- 梶原丈（藤原喜明）

ブラック・カジワラ
- ザ・パンサー2（2代目ザ・タイガー）

アステカ・ドラゴン（ウルティモ・ドラゴン）
- ブシドー・ヤ・シン（ケンドー・カシン）

滝沢義光（石澤常光）
- リック西城（ディック東郷）

鬼塚魁（巌鉄魁）、NATO（SATO）
- 折倉雅夫（折原昌夫）

法倉雅人、烈光（月光）、
ハヤテ・ザ・ブレード（サスケ・ザ・グレート）
- ウィニング亀村（金村キンタロー）
- 阪谷悟（坂田亘）
- ダイナソー高木（マンモス佐々木）
- ナポリコレクションE.T（ミラノコレクションA.T.）

ファッショナブルE.T
- HANZO（GOEMON）

原沢周司（中川浩二）
- 楽太郎（菊タロー）

梅三郎
- 室田鉄彦（黒田哲広）
- 大鷹卓（大鷲透）

- ヒットマン源（阿修羅・原）
- 犬神一義（村上和成）
- 武田勝則（柴田勝頼）

釜田秀成
- 石原冬威（石川雄規）
- 西織大志（石森太二）
- ザ・ミステリアス・カグラ（ザ・グレート・カブキ）

ザ・ブレード・カグラ
- 沖田勝志（大仁田厚）

仁王田猛、愚零怒・悪鬼蛇（グレート・ニタ）
- サクソン春樹（冬木弘道）
- デルタ（Gamma）
- 死童（BADBOY非道）
- 亡霊（怨霊）
- 高矢久勝（大矢剛功）

棟矢久勝
- 宗片豪気（北原光騎）
- ミスターK（北尾光司）
- 高木剛（佐々木貴）
- 嵐山大士（大黒坊弁慶）
- 仮面剣士ベレッタ（仮面天使ロゼッタ）
- 香坂茂樹（保坂秀樹）
- 黒光（太刀光）
- ドリーマー坂巻（中牧昭二）
- 春日丘隆二（安良岡裕二）
- パイオニア豪（剛竜馬）
- ボヘミアン犬磁（高野拳磁）

## USA

### AWG
日本に縁の深い海外選手の集まり。
- マイティボウイ・エディ（デイビーボーイ・スミス）

マイティボウイ・スミス
- ジャイアント・ロシュモフ（アンドレ・ザ・ジャイアント）

ジャイアントF・Fマシーン
- マッド・タイガー（タイガー・ジェット・シン）
- ブラッディー・アレン（バッドニュース・アレン）
- ナイト・ブラスター（ホーク・ウォリアー）
- アイアン・ブラスター（アニマル・ウォリアー）

ジョーカー
- アストロ・ブラスター（アルティメット・ウォリアー）
- ケリー・テキサン（テリー・ファンク）
- セイバー（ベイダー）

ヒットマン・セイバー、スター・セイバー、
ビッグ・クラッシャー、スター・ボンバー
- アブドル・ザ・デンジャー（アブドーラ・ザ・ブッチャー）
- スティル・ジェイムス（スティーブ・ウィリアムス）

スティル・ジェームス
- ケリー・ボギー（テリー・ゴディ）

テディ・ゴーリー
- レビン・ガッシュ（ケビン・ナッシュ）
- ブラッド・ラブ（ブレット・ハート）

ブラッド・ビート、グレッグ・ハ－ツ
- クレイジー・ローズ（スコット・ホール）
- スモウ（リキシ）

スモウ・ファット
- スチーム・オーディーン（スティーブ・オースチン）

スティーブン・メジャース
- ケリー・ネベロ（エディ・ゲレロ）

テリー・ネベロ、ブラックパンサー2
- Wパッケージ（Xパック）

カラチキッド
- ジュラシック・アトラス（ヘラクレス・ヘルナンデス）
- ディープ・ラテンコ（ディーン・マレンコ）
- ジ・アンダーグラウンド（ジ・アンダーテイカー）

デスヘッド、ジ・アンデッド・テイラー
- ラック・レイピア（ザ・ロック）

グレード・モジョ
- トラブルJ（トリプルH）

ダブル・トラブル
- シュール・マイルズ（ショーン・マイケルズ）

スティービー・アイドル
- モル・マックスランド（ボブ・バックランド）

モス・マックランド、ボビー・グッドマン
- ドンハウンド（マンカインド）

オメガマン
- ジミー・ホーク（トニー・ホーム）
- ブレード・ガブラ（グレート・ゼブラ）
- レーザー・アモン（レイザー・ラモン）
- マイン（ケイン）

タイラント
- ルイツ・ゲノア（クリス・ベノワ）

ワイルドマン・デビッド、ファントム・ガイ
- ルイツ・ジェイク（クリス・ジェリコ）

ジョニー・レーサー、オライオン・ビート
- ログ・ランダム（ロブ・ヴァン・ダム）

ジャック・ザ・バイパー、バンパイヤ
- ダニー・A（ババレイ）

ダニーアングリー
- ジャイアント・A（ディーボン）

ジャイアン・アングリー
- トビー・スパーク（ジョディー・フラッシュ）
- スマッシャー・GG・ギガス
（クラッシャー・バンバン・ビガロ）

張秀明
- ザ・スパイク（スティング）
- バート・バックル（カート・アングル）

トーマス・ジョンソン
- ニギー・バン（ビリー・ガン）
- ボーロ・ノック（ロード・ドッグ）
- バットガイ（サンドマン）

ルーズマン
- ビル・バレット（ジェフ・ジャレット）
- ザ・ベムスター（ザ・プレデター）
- バッド・サファリ（マット・ガファリ）
- ザン・ラディッシュ（ダン・ボビッシュ）
- マーク・ゴードン（マイク・バートン）

ビート・バン
- ジン・ストーム（ジム・スティール）

ジャッカル・ポールフィード
- コマンダー・パワーズ（トム・ハワード）

ボム・パワーズ
- トニー・ルイス（ジョニー・スミス）
- ギガント・シバ（ジャイアント・シン）
- タトゥー（サブゥー）
- アンジェイン・スパイラルズ（AJスタイルズ）
- ディーシー・ジェイムス（ピーティー・ウィリアムズ）
- ギャランドゥー・リベラ（フベントゥ・ゲレーラ）
- ラバーマスク（レザーフェイス）

メーザー・フィール
- ザ・ネイル（フレディ・クルーガー）

ネイル
- ペンタゴン（パトリオット）
- ザ・イリミネーター（ザ・デストロイヤー）

ジ・エレミネイタ、ジ・エリミネイター、ジ・エリミネイタ
- カスタム・マックス（カクタス・ジャック）
- セット・ディカス（シッド・ビシャス）
- マッチョ・サーベル（ランディ・サベージ）

ファンクマスター・マックス
- ラーク・ケスラー（アール・ヘブナー）
- ディック・マーベリック（ディック・マードック）
- ラシアン・バシリコフ（サルマン・ハシミコフ）
- アックス・ドゥガン（ハルク・ホーガン）

アックス・モーガン、ラルフ・パンサー
- ハッカーD（ブッカー・T）

Dr.ジョーンズ
- スーパースター・アレックス（スコット・スタイナー）

スモール・シュタイナー、スモールスタミナ、スモール・スナイダー
- ゴールデンハンマー（ビル・ゴールドバーグ）

ウィル・コールドバック
- レジーナ（ジョーニー・ローラー）

コレア（チャイナ）
- ディンク・カクラコン（ビンス・マクマホン）

マッド・バスタード
- ジャンク・バスタード（シェイン・マクマホン）
- ハーレー・ルイス（ハーリー・レイス）
- ディック・ロード（リック・ルード）
- ジャスティン・ローゼス（ダスティ・ローデス）

ジャスティー・ローゼス
- バラゲイ・ギャッツリー
- レイ・ミステリアスJr.（レイ・ミステリオJr.）

トルネード・キッド
- ザ・シャーク（ザ・シーク）
- ディック・スレンダー（リック・フレアー）
- エドワード・ケイン（ウィリアム・リーガル）
- KAIJI（TAJIRI）
- ミス・エロチカ（トリッシュ・ストラタス）
- バリー・マイソン（トリー・ウィルソン）
- ダリル・ファームス（ダグ・ファーナス）
- ボニー・グローバル（ダニー・クロファット）
- ギガント・ジョー（ビッグ・ショー）

コール・バイト (ポール・ワイト）
- ダン・ダダーン（ダン・スバーン）
- Dグラス・エッジ（ダイヤモンド・ダラス・ペイジ）

ダークネス・ウルフ
- スポット・コーズ（スコット・ホール）
- シルバー・ガスト（ゴールダスト）
- コナン・ザ・ブルータル（コナン）
- ビッグ・ダイナモ（ビッグ・タイトン）
- シスコス（シコシス）
- スペクター（ダミアン666）
- KAZ（タズ）
- ストロング・モンスター（ブロック・レスナー）
- バット・サーティーン（マット・ハーディー）
- デス・サーティーン（ジェフ・ハーディー）
- ディープ・ラテンコ（ディーン・マレンコ）
- ザ・ウォーズ（ブラック・ウォズマ）
- トニー・フリーマン（トミー・ドリーマー）
- FUNAKOSHI (FUNAKI)

船越栄一
- ローレル (ディーゼル)
- ブラックバスター・セクシャル（グランマスタ・セクセイ）
- スコッチ・Wクール（スコッティ・2・ホッティ）
- スパンキー・バスタード（ステファニー・マクマホン）
- ミサ（リタ）
- ミリオンダラー・デイビス（テッド・デビアス）
- セクシー・キールマー（ステイシー・キーブラー）

ミス・スイーティー
- フジヤマ（ヨコズナ）
- 不明（リコ）
- ブリッツ・フォン・エルリック（フリッツ・フォン・エリック）

## メキシコ
- マスカラ・コンドル（ミル・マスカラス）
- マスカラ・イーグル（ドス・カラス）
- マスカラ・イーグルJr.（ドス・カラス・ジュニア）
- E・サントス（エル・イホ・デル・サント）

- ネブラ・カサス（ネグロ・カサス）

ネグレクト・カオス
- D・シルバーJr.（ドクトル・ワグナー・ジュニア）
- ブラック・パンサー3（ブラック・タイガー（3代目））

- サーバントゥ・ベレッタ（フベントゥ・ゲレーラ）
- ダークネスNASA（ペンタゴン）
- 不明（グロンダ）

## 女子
- ブルドーザ高尾（ブル中野）
- ティグレス那須香（ライオネス飛鳥）

クラッシュギャルズ1号 ライオネータあずさ
- 中世静香（長与千種）

クラッシュギャルズ2号 ヴァンパイアウーマン
- 神咲しおり（神取忍）

イエローウーマン 神崎志保
- ラジャ・ダンク（アジャ・コング）
- 木下涼子（井上京子）
- 木下香奈子（井上貴子）
- 横田奈々美（豊田真奈美）
- 福生有紀子（堀田祐美子）
- 坂田綾乃（浜田文子）
- 野々村玲子（里村明衣子）
- モエ☆（中西百重）

高橋萌
- ナエ☆（高橋奈苗）
- マーベラス・ダンク（アメージング・コング）
- チャーミーはづき（キューティー鈴木）

ホワイトウーマン
- 野崎沙友里（尾崎魔弓）

レッドウーマン ハンター小沢
- サタン真佐美（デビル雅美）

ブラックウーマン デモリッション帝
- 清田美香（下田美馬）
- 井田世津子（三田英津子）
- 高山沙織（中山香里）
- 外川恵美穂（元川恵美（さくらえみ））
- 野北真美子（吉田万里子）
- セニョリータMANAMI（チャパリータASARI）
- 須藤ミグ（工藤めぐみ）

ピンクウーマン
- 篠田ざくろ（広田さくら）
- グレネード西京（ダイナマイト・関西）

グリーンウーマン 西京ダイナソー
- スプレンディッドひらり（福岡晶）
- ファニィクラウン（ボリショイ・キッド）
- ミルキーTomo（キャンディー奥津）
- 狭間エミ（風間ルミ）
- クロウ沢田（イーグル沢井）
- シューター斉木（ハーレー斉藤）

- 不明（西尾美香）
- 不明（Hikaru）
- サンボ満里奈（プラム麻里子）
- 高野記子（立野記代）
- レディース特攻（紅夜叉）
- アーミー富田（コンバット豊田）
- バンパーみつ（ボンバー光）
- SHIORI (KAORU)

マリポーサシオリ　ティグリータサオリ（インフェルナルKAORU）
- ジェイソン司村（バイソン木村）
- ギャング圧本（ダンプ松本）
- さくらいまり（さくらえみ)
- 丸山詩織（米山香織)
- 栗山あかね（栗原あゆみ)
- 赤川由利加（中川ともか)
- 相原勇気（愛川ゆず季)
- 真名（華名)
- 春莉（朱里)

.
- スマッシュハーツ（クラッシュギャルズ）
- ヒールレスラー同盟（極悪同盟）
- スマッシュ2000（クラッシュギャルズ2000）
- LLDW（LLPW）
- LEO（NEO）
- BtoDEAD（AtoZ）

## LEGEND
自他ともに認める伝説のレスラー（一部は関係ないが）が所属。以前の団体名は「HIDE」。かつて引退したレスラーと故人はすべてLEGEND扱いだった。
- カルロス・クラウザー（カール・ゴッチ）
- R・J・フェイズ（ルー・テーズ）
- 力皇斬（力道山）

力王弾
- モンゴル・ハーン（キラー・カーン）
- ブリッツ・フォン・エルリック（フリッツ・フォン・エリック）

- カンフー・リュー（ブルース・リー）
- 猪原清彦（清原和博）
- ゴッドハンド・マスヤマ（大山倍達）
- ガッテン市松（ガッツ石松）
- 南海獣（南海龍太郎）

- 西村強子（谷亮子）
- ミステリーマン（ザ・モンスターマン）
- ジャック・モリス（チャック・ノリス）
- ナジャ・パイロン（ラジャ・ライオン）

## 格闘家
総合格闘家たちの集まり。

### BLADE（PRIDE）
- 梨田秀吉（吉田秀彦）
- 柏田一樹（桜庭和志）

芦樺一樹
- ロシアンブリザード・ウォーホル（エメリヤーエンコ・ヒョードル）
- ブラジリアン・アナコンダ（アントニオ・ホドリゴ・ノゲイラ）

ケンタウロス・ボヘミア
- サイボーグ・プロポリス（ミルコ・クロコップ）

ミクロ・プロポリス
- ボーン・クライ（ドン・フライ）
- トム・チャックマン（マーク・コールマン）
- ベーム・シュトゥルム（セミー・シュルト）
- セルゲイ・ロブハンキン（イゴール・ボブチャンチン）

- アンドレ・ダイナマイト（ヴァンダレイ・シウバ）

アンドレ・ジルバ、アンドレイ・ジルバ
- ザ・コングマン（ケビン・ランデルマン）
- ギガント・ガバ（ジャイアント・シルバ）
- バイオレントドッグ・ジェイソン（クイントン・ジャクソン）
- 今田修二（島田裕二）

### S-1（K-1）
- 将志（武蔵）
- サム・ポップ（ボブ・サップ）
- ホーネット・ゴースト（アーネスト・ホースト）

- チーター・カール（ピーター・アーツ）
- ポール・サバンナ（ジェロム・レ・バンナ）
- ベイク・ゲルハルト（マイク・ベルナルド）

- B. B. バッドエッジ（ゲーリー・グッドリッジ）
- フランティック・マリオ（フランシスコ・フィリォ）
- ボス・ドッケン（バス・ルッテン）

### ステイシー一族
- ニクソン・ステイシー（ヒクソン・グレイシー）

- ヴォイス・ステイシー（ホイス・グレイシー）

- ヘッド・ステイシー（ヘンゾ・グレイシー）

### 格闘家LEGEND
- 冴刃明（前田日明）

リュウ・マサキ、バスター龍牙
- 真田伸久（高田延彦）

真田延久、真田信久
- 佐岳雅之（佐竹雅昭）
- ヘラクレス・アレビン（アレクサンドル・カレリン）
- アンドレ・ファグ（アンディ・フグ）

- ベアー・マーダーウィル（ウィリー・ウィリアムス）

ビッグベア・ワイリー
- Mr.水中（ミスター空中）

### 格闘家フリーランス
- ゴリラ梶田（藤田和之）

梶田政之
- 宝坂大志（高阪剛）
- 峰村崇（田村潔司）

峯村崇
- 金城久志（金原弘光）
- 河本信宏（山本宜久）
- 火野輪伸人（美濃輪育久）
- 大河原達人（小笠原和彦）

- 加藤フミヤ（佐藤ルミナ）

加藤史也
- 山杜慶一（山本喧一）
- センネン木下（エンセン井上）
- ネバーランド・ロッシュ（ローランド・ボック）

ガーランド・ボッシュ
- ケイン・ハーロック（ケン・シャムロック）
- ウォルフ・バーン（ヴォルク・ハン）

ウォルフ・ヴァン、ウォルフ・ガムザ
- リカード・ガブリエル（ビターゼ・タリエル）

- リック・グレイ（ディック・フライ）
- マイク・ベアー（マーク・ケアー）
- レッド・ブル・仲野（中野龍雄）
- ランス・ハイマン（ハンス・ナイマン）
- ランドル・ロビュコフ（アンドレイ・コピィロフ）

ランドル・ロビィコフ
- ゲイツ・シーズニング（ヒース・ヒーリング）
- ブレンダン・ジャクソン（ブライアン・ジョンストン）
- クリストファー・オルマン（クリス・ドールマン）
- トーマス・スミット（モーリス・スミス）
- ビタンザ・タルウェル（ビターゼ・タリエル）

## その他
- ミスターヒュー

ゲームボーイ版「プロレス」のラストボス。無冠の帝王であり、CPU相手に勝ち続けると出現する。
- マサ増田（レフェリー）

ファイプロ製作者：増田雅人。
- 茶々丸（レフェリー）

ヒューマン広報：笹沢茶々丸。「スーパー～」「スーパー2nd」の隠し技で登場する。

## 全日本プロレス 王者の魂
| 名前                   | モデル                   | 名前                         | モデル                     |
| ---------------------- | ------------------------ | ---------------------------- | -------------------------- |
| スティール・ジェームス | スティーブ・ウィリアムス | ダッド・デービス             | テッド・デビアス           |
| ダーク・ランマル       | ダークサイド・ハヤブサ   | HAYATE                       | SASUKE                     |
| テキサス・ケリー       | テリー・ファンク         | ジャイアント・ザ・ロシュモフ | アンドレ・ザ・ジャイアント |
| ビッグ大林             | ストロング小林           | グレート・ジャイアント       | ザ・コンビクト             |
| バタフライ河野         | 蝶野正洋                 | 秋原雅彦                     | 垣原賢人                   |
| 池河ダイゴ             | 池田大輔                 | 臼谷勝次                     | 臼田勝美                   |
| 雷龍                   | 天龍源一郎               | オリンピア阿久津             | 谷津嘉章                   |
| アドン春樹             | 冬木弘道                 | アブドラ・ザ・デンジャー     | アブドーラ・ザ・ブッチャー |
| デスハザード           | ヘッドハンターＡ         | ガート・バン                 | バート・ガン               |
| ザ・ファントム         | ジ・イーグル             | ウィン・ハーロック           | ウェイン・シャムロック     |
| 超力丸                 | 長州力                   | 桃谷敦夫                     | 百田光雄                   |
| ウイル・ジェームス     | ウィリー・ウィリアムス   |                              |                            |

## ファイヤープロレスリングワールド
ファイヤープロレスリングワールドのモデルレスラー。
- ブラン・フレミング
- マックス・バートランド
- ボビー・ボビー
- トレバー・ダライアス
- ミスター・コブラ
- スティール＝ジョンソン
- ローレンス・ホランド
- カーツ・ラウディ
- ブラッド・エンジェル
- ダグ・ブーマー

- エドワード・ジョセフ
- アレン・ホーキンス
- サム・ブロックス
- 暁富士
- 富豪大
- 神田蒼士
- 日宮隆哉
- レオナルド・パスカル
- オリバー・エスパダス
- 浅川敬一郎

- アレックス・トンプソン
- ホセ・サントス
- デーモン・スミス
- アーネスト・ミラー
- アビー・ジョーンズ - 女子選手
- ソフィア・ロドリゲス - 女子選手
- キャロライン・コリンズ - 女子選手
- ジェイミー・ウィルソン - 女子選手
- リンジー・スチュワート - 女子選手

## 元・加盟団体・興行会社
（斜体は興行会社、イベント名等）
- 東洋プロレス(日本プロレス)

力皇斬が立ち上げた日本のプロレスのオリジンとなる団体。力皇斬の他界後、相撲部屋の体質が抜け切れず興行利益の私的流用を指摘した武蔵を解雇、義理を重んじる司馬が団体を離れるとスター選手不在となりテレビ中継を打ち切られ解散。
VJP系列
- ユニバースプロレス(ユニバーサル・プロレスリング)

ビクトリー武蔵の側近を務めた男がグラン・マリポーサを中心に、本場メキシコからルチャ･リブレを直輸入という触れ込みのルチャ団体。話題を呼ぼうと大物を多く呼び寄せたがファイトマネーを後払いにしたため、多くの給与未払いが発生し解散。
- 真誠倒幕軍（平成維震軍）

サムライ・ジロー、五十嵐利明と内藤秋吉が戦いを通して和解しVJP反体制派として決起、その後イナヅマ拳悟、ザ・グレートカグラ、野原道憲、トシ護東が合流し、単発興行まで行った団体内団体。
- NEO-ONE（ZERO-ONE）

VJPを解雇されたクラッシャー旗本の新団体。無謀かつ無計画な経営による資金難で瞬く間に経営破綻。
- レッスル（ハッスル)

BLADEの興行会社がプロレス部門としてNEO-ONEと提携して打ち出したイベント
- U.N.O（U.F.O）

ビクトリー武蔵がVJPを離れて設立した格闘技連盟。
- ビッグインパクト（ビッグマウス・ラウド(ビッグマウス)）
- グローバルジャパンプロレス（WJプロレス）

VJPを退団したハリケーン力丸の団体。「プロレス界のど真ん中を目指す」と標榜するも放漫経営と多くのトラブルが元で倒産。「リターンズ」のマッチメイクモードでは高評価基準が上記の「ど真ん中」と曖昧であるため難易度が高い。
- 慶介オフィス（ダイヤモンド・リング (プロレス)(健介office)）

GJで力丸と喧嘩別れとなったストーム慶介の個人事務所、後に団体。
OJP系列
- R・Y・U（WAR）

ある団体が派閥争いの末分裂(もう一つの派閥は紆余曲折を経て後にZIP JAPAN、BBTを立ち上げる。)、1992年にサンダー龍により設立、フロントとの対立によりサクソン春樹が新生IWに移籍する等の大量離脱を呼んで活動休止。
- MUSTLE-1(ファンタジーファイトWRESTLE-1)

俊藤剣がS-1とBLADEの援助を受けて理想とするエンターテイメントレスリングを目指したイベント。
IW系列
- IW（FMW）

引退した沖田勝志が復帰の為に設立。当初フリー選手は全てIW所属。
- W★INNING（世界格闘技連合W★ING）

IWを事実上追い出された経営陣がマスター・トーゴーを連れて旗揚げした団体。一年持たずに解散した。
- 新生IW（FMW）

デスマッチ路線を展開し再始動する。会社名は「Independent World」。途中でエンターテイメントへの路線変更が失敗し倒産。
- EWF（WMF）

新生IW倒産後にランマルが旗揚げした団体。
- 春樹軍（冬木軍プロモーション）→アバレンボプロレス軍（アパッチ・プロレス軍）

新生IW倒産後にサクソン春樹、ウイニング亀村、室田鉄彦らが立ち上げた団体。
UWH系列
- UWH（UWF）

梶原組、GONGS、UWH INTER、ハイクラスからなる総称。ショー的要素を全て廃した試合を展開し、一時期一人勝ち状態になった時期もあったがスポンサーの参入を巡り空中分解。
- 梶原組（プロフェッショナルレスリング藤原組）

UWHを解散後、どの派閥にも属さなかったレスラー･若手の受け皿として梶原丈が立ち上げた団体。
- 格闘探検隊バトレーション（格闘探偵団バトラーツ）

経営難になった梶原組をリストラにより解雇された石原冬威が立ち上げた団体。
- UWHインテル/インテグラル（Uインター）

分裂後にUWH INTER勢から真田伸久が作った団体。様々な話題作りが売名行為と受け取られVJPとの対抗戦、安藤がスパーリング、真田がBLADEでそれぞれステイシー一族に完敗し客の信用を失い解散。
- 真田道場（髙田道場）

Uインテルを脱退した真田伸久の道場。現在は格闘家に合流。
- キャッスル（キングダム）

Uインテル解散後、選手達の受け皿として安藤障二が建てた団体。団体としての機能は消滅し現在はトレーニングジム。
- GONGS（リングス）

1991年に冴刃明が設立。日本人選手が少なく外国人選手を中心とした団体。のちにUインテル残党の一部が合流。
その他
- Ｋ道場（武輝道場(北尾道場)）

プロレスから格闘家へ転身したミスターＫが立ち上げた団体。Ｋの引退後、超龍館に吸収されるも経営陣はAZTEKA-PITの母体となる。
- 超龍館（闘龍門）（超竜館X)(闘龍門X)

アステカ・ドラゴンによるAZTEKA-PITの前身の道場。現在はフリーランス。
- WFW（WWF、現:WWE）

ディンク・カクラコンがオーナーのソープオペラ、エンターテイメントを前面に押し出した団体。登場レスラーは現在は登場が見送られているためこちらに入れておく。
- WWC（WCW）

豊富な資金源を元手にWFWから多くの選手を引き抜くが興行抗争に破れて電撃倒産。
女子
- 全日本女子プロレス
- PWA (JWP女子プロレス)

グレネード西京（当時：西京ダイナソー）、チャーミーはづきが作った団体。元はRARのレスラーと一つの団体だったが考えの違いから分裂。
- RAR (LLPW)

神崎しおり（当時：神崎志保）と狭間エミが共同代表を務める団体。女子団体でありながら強さを求める者が多く男性レスラーとのミックスファイトを経験した実績もある。

## ストーリーモードに出てくる主なレスラー
- チャンピオンロードの主人公

デフォルト名は純須杜夫。神経質な表情と無愛想な人となりで孤独な少年時代を送り、若元一徹道場を卒業後、VJP、OJP、UWH、どれかの『団体系フリー』選手として戦い、後に完全なフリーランスとなり、異種格闘技戦を経て、日本選手権準優勝、オクタゴンリングでの総合格闘技大会優勝、パートナーとタッグ王者に輝く等輝かしい戦跡を上げていく。得意技は前半ではブリザードスープレックス、若元スペシャル'78、後半はタイで学んだムエタイのキック、オリジナルホールド「スミススペシャル」。青森県八戸市出身。1969年1月2日生まれ。好きなタイプはジュリエット・ルイス
- ディック・ロード、ザ・スパイク、ジ・アンダーグラウンド

若元道場での同期生。スパーリングで選んだ相手が後の全米サーキットのパートナーとなり、世界選手権の準決勝でディック・スレンダーの対戦相手になる。
- 冴刃明

UWHを解散後、GONGSを旗揚げ。エースとなり若元亡き後の純須の世話役となる。遠征中に多くの団体が乱立し、誰でも最強を名乗ってしまう状況に「誰が一番強いか決めたらええねん!」と発言したことが日本選手権開催の契機となり、純須を破り日本選手権優勝。その後、世界選手権準決勝で再び対戦する事となる。
- ダイナミック・キッド

イギリスで純須と出会い、目標の無い彼を一喝し目を覚まさせ全米サーキットではマイティボウイ・スミスとのタッグで自ら壁役となる。
- ディック・スレンダー

世界選手権決勝の相手で最後の相手として登場する。物語上では、対戦した相手は全員命を落とした。過去には地下プロレス(地下プロレスEXITのような形態とは違い、地下の非合法で行われるセメントマッチ)にも参戦し若元と対戦した。
- 若元一徹

主人公が鍛えるプロレス道場（養成所）の道場主。大日本プロレス（現存の団体（大日本プロレス）とは無関係。ここでは日本プロレスを指す。）で活躍し、VJPの鬼軍曹として若手を鍛え上げ、冴刃は血の小便を流し、若元のキャデラックのモーター音が近づくと恐怖を覚えたという。卒業試験で純須に破れた事により再びプロレスの魅力に惹かれ、地下プロレスに参戦するが…。ちなみに、Gのストーリーモードでも道場主として登場する。
- グレート・パンサー

UWHのエースで、純須戦の敗戦でプロレスを引退。エースを失ったUWHは理屈、理想よりも試合で結果を残すことを優先させる梶原の梶原組、競技性重視の桧垣のハイクラス、UWHの色を一番色濃く残す冴刃のGONGS、長嶋茂雄のショーマンシップ、ファンサービスを理想の目標とした真田のUインテルの4派に分かれる。
- 冴刃麗子

ストーリーモードのヒロイン、冴刃明の妹でレスラーではない。職業はモデル。裕福な家庭で何不自由なく育ったが、兄の影響でプロレスラーを心良く思っておらず初対面の純須をプロレスラーと知ると「八百長スポーツ」と蔑み、出会った所々で心を傷つけるが、後に彼の人格に触れ、打ち解けていく。渡米中、一切連絡をよこさない様子に態度に痺れを切らし、自棄になって親が勧めた縁談を受けて婚約したことを世界選手権前の純須に告白してしまう。兵庫県神戸市出身であり、兄の前だけは関西弁で話す。
- 坂上浩一

Gのストーリーモードのライバル。WFW以外のルートで主人公と団体のトップとして対抗戦の対戦相手となる。

## HWF
ファイプロをベースにしたゲーム「ファイプロ外伝 ブレイジングトルネード」の登場キャラクター。「スーパーファイヤープロレスリングX」にのみ参戦。一部キャラクターのオリジナル必殺技のみは後の作品にも登場している。
- ダイジロウ・ザマ
- エリック・スターバック
- バロン・ファイヤーバード

- ジョン・バントライン・西郷
- ヴォルフ・マクシュナイダー
- ホウ・ユイロン

- ジェイルブレイカー・ブルノイ
- HAYATE
- ハイゼルシュタット・フォン・ルードビッヒ

## 実名選手
- デビー・マレンコ
- ジャガー横田
- ブル中野
- アジャ・コング
- 北斗晶
- 井上京子
- 堀田祐美子
- 井上貴子
- 山田敏代
- 豊田真奈美
- みなみ鈴香
- バット吉永
- 長谷川咲恵
- 吉田万里子
- 伊藤薫
- 三田英津子
- 下田美馬
- チャパリータASARI
- デビル雅美
- ダイナマイト関西
- 尾崎魔弓
- キューティー鈴木
- プラム麻里子
- 福岡晶
- キャンディー奥津
- ボリショイ・キッド

- 高山善廣
- 棚橋弘至
- 柴田勝頼
- 天山広吉
- 中西学
- 小島聡
- マイケル・エルガン
- ジュース・ロビンソン
- スーパー・ストロング・マシン
- 永田裕志
- 真壁刀義
- 本間朋晃
- 田口隆祐
- KUSHIDA
- 川人拓来
- 北村克哉
- 岡倫之
- 飯伏幸太
- オカダ・カズチカ
- 後藤洋央紀
- 石井智宏
- 矢野通
- YOSHI-HASHI
- 外道
- 内藤哲也
- “キング・オブ・ダークネス”EVIL
- SANADA
- BUSHI
- 高橋ヒロム

- 鈴木みのる
- TAKAみちのく
- ザック・セイバーJr.
- 飯塚高史
- タイチ
- 金丸義信
- エル・デスペラード
- ケニー・オメガ
- バッドラック・ファレ
- タマ・トンガ
- タンガ・ロア
- 獣神サンダー・ライガー
- タイガーマスク
- ウィル・オスプレイ
- 石森太二
- SHO
- YOH
- ドラゴン・リー
- マーティ・スカル
- 邪道
- ロッキー・ロメロ
- バレッタ
- 海野翔太
- 成田蓮
- ジェイ・ホワイト
- 鷹木信悟
- 高橋裕二郎
- トーア・ヘナーレ

- 岩谷麻優
- 星輝ありさ
- スターライト・キッド
- 花月
- 葉月
- アンドラス宮城
- 渡辺桃
- 林下詩美
- 木村花
- ジャングル叫女
- 中野たむ
- 鹿島沙希
- 飯田沙耶
- ビー・プレストリー
- AZM
- 刀羅ナツコ
- 夏すみれ
- 小波
- DEATH山さん。
- 上谷沙弥
- ジュリア